# Opilio Rossi
Opilio Rossi (New York, 14 mei 1910 – Rome, 9 februari 2004) was een Italiaans geestelijke en kardinaal van de Katholieke Kerk.
Rossi was de zoon van een Italiaanse mirgantenfamilie, maar al op jeugdige leeftijd keerde hij met zijn gezin terug naar Italië. Hij bezocht het seminarie in Piacenza en het Pauselijke Athenauem San Apollinare in Rome, waar hij promoveerde in het canoniek recht met een proefschrift over Basilius. Hij werd op 11 maart 1933 priester gewijd. Aansluitend studeerde hij aan de Pauselijke Ecclesiastische Academie, de diplomatenopleiding van de Heilige Stoel. Hierna trad hij in dienst van de Romeinse Curie. Hij werkte achtereenvolgens op de apostolische nuntiaturen in België (1938-1939), Nederland (1939-1940), Duitsland (1940-1945). Daarna keerde hij drie jaar terug naar Nederland, om in 1948 opnieuw te gaan werken op de nuntiatuur in Berlijn.
Hij werd in 1953 door paus Pius XII benoemd tot titulair aartsbisschop van Ancira en tot nuntius in Ecuador. In 1961 werd hij nuntius in Oostenrijk. Hij nam deel aan het Tweede Vaticaans Concilie.
Hij werd door paus Paulus VI kardinaal gecreëerd in het consistorie 24 mei 1976. De Santa Maria Liberatrice a Monte Testaccio werd zijn titeldiakonie. Hij werd meteen ook benoemd tot president van de Pauselijke Raad voor de Leken. Dit zou hij tot 1984 blijven. Hij nam deel aan de conclaven van augustus en oktober 1978 waarbij respectievelijk de pausen Johannes Paulus I en II werden gekozen. Op 22 juni 1987 opteerde hij voor de orde van de kardinaal-priesters. Nu werd de San Lorenzo in Lucina zijn titelkerk.
Hij overleed op 93-jarige leeftijd en werd begraven in de parochiekerk in Scopolo, waar hij als kind naar de kerk ging.

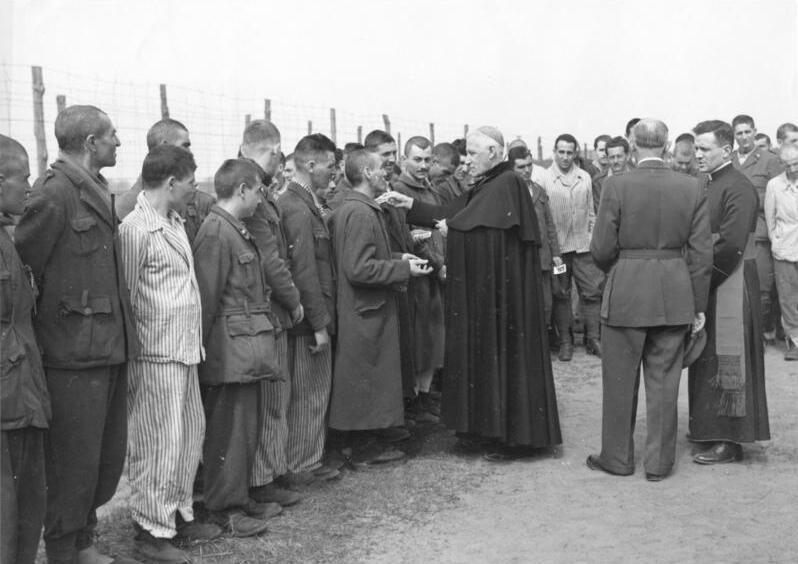
Opilio Rossi – de rechter van de twee prelaten – begeleidt de nuntius in Berlijn, Cesare Orsenigo (de prelaat links), die een krijgsgevangenkamp bezoekt in 1944

## Bron
- (en) Biografische aantekening - met foto - op The Cardianls of the Holy Roman Church

- Bibliothèque nationale de France: cb12120874s (data)
- Gemeinsame Normdatei: 118602969
- International Standard Name Identifier: 0000 0001 0902 1279
- Library of Congress Control Number: n84806406
- Nederlandse Thesaurus van Auteursnamen: 068698593
- Istituto Centrale per il Catalogo Unico: LIGV061876
- Système universitaire de documentation: 029621909
- Virtual International Authority File: 54180769
- WorldCat: E39PBJjMwmcMT8rRXBC8bHyw4q